# Papalotla
Papalotla (del nàhuatl, que vol dir «lloc de papallones») és un dels 125 municipis de l'estat de Mèxic i és el municipi més petit de l'estat. Papalotla és el cap de municipi i principal centre de població d'aquesta municipalitat. Aquest municipi és a la part nord-occidental de l'estat de Mèxic. Limita al nord amb els municipis de Chiautla i Tepetlaoxtoc, al sud amb Texcoco, a l'oest amb Atenco i a l'est amb estat de Tlaxcala.